# August Gottfried Wilhelm Andreae
August Gottfried Wilhelm Andreae auch August Gottfried Andreä (* Februar 1757 in Neisse, Fürstentum Neisse; † 2. Dezember 1830 in Breslau, Provinz Schlesien) war ein preußischer Beamter.

## Leben
August Gottfried Wilhelm Andreae war der Sohn des Arztes August Gottfried Andreae, Regimentsfeldscher in Neisse. Am 23. April 1774 immatrikulierte er sich an der Universität Frankfurt an der Oder zu einem Studium der Rechtswissenschaften und setzte das Studium am 17. Oktober 1775 an der Universität Halle fort.
1778 wurde er als Referendar bei der Kriegs- und Domänenkammer in Glogau eingestellt und mit Kabinettsordre vom 20. April 1783 als Kriegs- und Domänenrat sowie als zweiter Kammerjustitiar der dortigen Kammer bestätigt; hierbei trat er die Nachfolge des verstorbenen Eberhard Ludwig Jonae (1732–1783) an.
1785 erfolgte seine Versetzung zur Kriegs- und Domänenkammer nach Breslau, worauf er 1791 das Justitiariat der Prinz Heinrich von Preußen gehörenden Ämter Fürstenau und Oels übernahm.
Ende der 1790er Jahre wurde er zum ersten Kammerjustitiar und, durch einen Vorschlag von Karl Georg von Hoym, mit Ordre vom 4. Januar 1800 zum zweiten Kammerdirektor in Breslau ernannt; damit folgte er Abraham Siegmund Reisel (1737–1820), der zum ersten Kammerdirektor ernannt worden war. Am 9. Februar 1804 wurde er zum Geheimrat und nach 1806 zum Regierungsrat ernannt. Im Mai 1809 erfolgte seine Pensionierung mit einer jährlichen Pension von 1000 Talern.
August Gottfried Wilhelm Andreae galt als sehr erfahren in seinen Kenntnissen zur schlesischen Verfassung sowie in katholischen Kirchen- und Schulfragen.